# ハンス・プットマンス
ハンス・プットマンス（オランダ語: Hans Putmans、生年不詳 - 1656年）は、オランダの冒険家で、オランダ東インド会社（VOC）の台湾行政長官である。

## 生涯
1624年に下級商務員としてオランダ東インド会社に勤め、1626年に上級商務員に昇進し、法廷法務員となってバタヴィアの華人事務を兼務している。1627年には市参議会主席に就任している。
1629年、ピーテル・ノイツに替わって、台湾の第4代行政長官になった。
行政長官となったプットマンスは、オランダ東インド会社の艦隊を率いて、1633年10月22日に鄭芝龍指揮下の明水軍との海戦（料羅湾海戦）も行っている。この海戦はオランダ側の敗北に終わり、戦後明と和約を結んだ。
この敗北の後、プットマンスは農業に専念した。その作物はオランダ東インド会社の船の乗組員に配られ、会社に利益を与えた。この活動により、行政長官として高く評価された。
行政長官になった1629年11月23日には、230名の武装兵を派遣して麻荳社（今の台南市麻豆区）に侵寇して、焼き払っている(麻豆渓事件)。また、1635年から翌年にかけて、原住民に対する討伐を4度行っている。戦後、麻豆協約を締結した。
在任中に2,000人の原住民が、オランダ東インド会社のために奴隷として働かされている。暴動が勃発した後、いわゆる「フォルモサの血税」を行った。
1639年にオランダに戻った。行政長官職は、前任者のノイツの後継者であるヨハン・ヴァン・ディア・ブルフに引き継がれた。